# Michel Chapuis
Michel Chapuis (n. 18 iunie 1941, Roche⁠(d), Franche-Comté⁠(d), Franța) este un canoist ce a reprezentat Franța, medaliat olimpic. A participat la o ediție a Jocurilor Olimpice (1964) în care a câștigat o medalie de argint.

## Participări
Lista de mai jos prezintă principalele competiții la care a participat Michel Chapuis de-a lungul carierei.
- canoeing at the 1964 Summer Olympics – men's C-2 1000 metres[*]